# Panaynäshornsfågel
Panaynäshornsfågel (Rhabdotorrhinus waldeni) är en akut utrotningshotad fågel i familjen näshornsfåglar som förekommer i Filippinerna.

## Utseende och läten
Panaynäshornsfågeln är en medelstor (60–65 cm), skogslevande näshornsfågel. Hanen är roströd på huvud, hals och övre delen av bröstet. Resten av fjäderdräkten är svartaktig med grönglansig ovansida. Näbben är röd med en stor kask och i ansiktet syns orangefärgad bar ögonring och strupsäck. Den svarta stjärten har ett brett och vitt centralt band. Honan har ett liknande utseende, dock svart huvud, blåtonat vit ögonring och strupsäck, mindre kask och svart undersida. Lätet består av en högljudd och djup kacklande drill.

## Utbredning och systematik
Panaynäshornsfågeln förekommer i centrala Filippinerna (Panay, Guimaras och Negros). Den behandlas som monotypisk, det vill säga att den inte delas in i några underarter. Tidigare placerades arten i släktet Aceros men den och dess närmaste släktingar lyfts numera ut till Rhabdotorrhinus efter genetiska studier.

## Status
Panaynäshornsfågel har en liten och kraftigt fragmenterad världspopulation på uppskattningsvis mellan 1000 och 2500 vuxna individer. En kombination av skogsavverkning och jakt har gjort att den minskat mycket kraftigt i antal. Internationella naturvårdsunionen IUCN kategoriserar därför arten som akut hotad, men noterar att effektiva bevarandeåtgärder på Panay erbjuder hopp om att artens drastiska försvinnande kan stoppas.

## Namn
Fågelns vetenskapliga artnamn hedrar Arthur Hay, 9:e markisen av Tweeddale (1824-1878, 1862-76 känd som Vicomte Walden), överste i British Army och naturforskare.